# Brassia cyrtopetala
Brassia cyrtopetala är en orkidéart som beskrevs av Rudolf Schlechter. Brassia cyrtopetala ingår i släktet Brassia och familjen orkidéer.
Artens utbredningsområde är Colombia. Inga underarter finns listade i Catalogue of Life.